# Lorena Wiebes
Lorena Wiebes (Mijdrecht, 17 de marzo de 1999) es una deportista neerlandesa que compite en ciclismo en las modalidades de ruta, grava y pista. Desde 2023 corre para el equipo neerlandés SD Worx.
Ganó tres medallas en el Campeonato Europeo de Ciclismo en Ruta entre los años 2022 y 2024, en la prueba de ruta. Además, venció en el Tour de Drenthe en cuatro ocasiones (2021, 2022, 2023 y 2024) y ganó la clasificación general del Simac Ladies Tour de 2022.
Consiguió una medalla de oro en el Campeonato Mundial de Ciclismo en Pista de 2024 y dos medallas en el Campeonato Europeo de Ciclismo en Pista de 2025.
Obtuvo una medalla de bronce en el Campeonato Mundial de Ciclismo en Grava de 2024 y una medalla de oro en el Campeonato Europeo de Ciclismo en Grava de 2023.

## Medallero internacional
| Campeonato Europeo | Campeonato Europeo     | Campeonato Europeo | Campeonato Europeo |
| Año                | Lugar                  | Medalla            | Competición        |
| ------------------ | ---------------------- | ------------------ | ------------------ |
| 2022               | Múnich (Alemania)      | Medalla de oro     | Ruta               |
| 2023               | Drenthe (Países Bajos) | Medalla de plata   | Ruta               |
| 2024               | Limburgo (Bélgica)     | Medalla de oro     | Ruta               |

| Campeonato Mundial | Campeonato Mundial          | Campeonato Mundial | Campeonato Mundial |
| Año                | Lugar                       | Medalla            | Competición        |
| ------------------ | --------------------------- | ------------------ | ------------------ |
| 2024               | Brabante Flamenco (Bélgica) | Medalla de bronce  | Individual         |
| Campeonato Europeo |                             |                    |                    |
| Año                | Lugar                       | Medalla            | Competición        |
| 2023               | Oud-Heverlee (Bélgica)      | Medalla de oro     | Individual         |

| Campeonato Mundial | Campeonato Mundial       | Campeonato Mundial | Campeonato Mundial |
| Año                | Lugar                    | Medalla            | Competición        |
| ------------------ | ------------------------ | ------------------ | ------------------ |
| 2024               | Ballerup (Dinamarca)     | Medalla de oro     | Scratch            |
| Campeonato Europeo |                          |                    |                    |
| Año                | Lugar                    | Medalla            | Competición        |
| 2025               | Heusden-Zolder (Bélgica) | Medalla de oro     | Ómnium             |
| 2025               | Heusden-Zolder (Bélgica) | Medalla de plata   | Scratch            |

## Palmarés
| 2018 - Rabobank 7-Dorpenomloop Aalburg - Omloop van de IJsseldelta - GP Sofie Goos - 1 etapa del BeNe Ladies Tour 2019 - Nokere Koerse - Omloop van Borsele - 1 etapa del Tour de Yorkshire - Tour de la Isla de Chongming, más 3 etapas - Diamond Tour - Juegos Europeos en Ruta - Campeonato de los Países Bajos en Ruta - 1 etapa del BeNe Ladies Tour - RideLondon Classique - 1 etapa del Ladies Tour of Norway - 2 etapas del Boels Ladies Tour - UCI World Ranking 2020 - Omloop van het Hageland - Gran Premio Euromat - Tres Días de Brujas-La Panne - 1 etapa de la Ceratizit Challenge by La Vuelta 2021 - Scheldeprijs - 1 etapa del Festival Elsy Jacobs - Gran Premio Eco-Struct - 2 etapas del Tour de Turingia femenino - Dwars door de Westhoek - Diamond Tour - 1 etapa del Lotto Belgium Tour - 2 etapas del Giro de Italia Femenino - 2 etapas del The Women's Tour - Tour de Drenthe 2022 - Gran Premio Oetingen - Tour de Drenthe - Nokere Koerse - Scheldeprijs - RideLondon Classique, más 3 etapas - 3 etapas del The Women's Tour - 3.ª en el Campeonato de los Países Bajos en Ruta - 4 etapas del Baloise Ladies Tour - 2 etapas del Tour de Francia Femenino - Campeonato Europeo en Ruta - Simac Ladies Tour, más 2 etapas - 1 etapa del Tour de la Semois - Binche Chimay Binche pour Dames | 2023 - 1 etapa del UAE Tour - Omloop van het Hageland - Tour de Drenthe - Scheldeprijs - 2 etapas de la Vuelta a Burgos Féminas - 1 etapa del Tour de Turingia femenino - 2.ª en el Campeonato de los Países Bajos en Ruta - 1 etapa del Giro de Italia Femenino - 1 etapa del Tour de Francia Femenino - 2 etapas del Tour de Escandinavia - 1 etapa del Simac Ladies Tour - 2.ª en el Campeonato Europeo en Ruta 2024 - 2 etapas del UAE Tour - Gran Premio Oetingen - Tour de Drenthe - Gante-Wevelgem - Scheldeprijs - 1 etapa de la Vuelta a Burgos Féminas - RideLondon Classique, más 3 etapas - 1 etapa de la Vuelta a Gran Bretaña - Baloise Ladies Tour, más 5 etapas - Campeonato Europeo en Ruta - 3 etapas del Simac Ladies Tour 2025 - 3 etapas del UAE Tour - Le Samyn - Milán-San Remo - Clásica Brujas-La Panne - Gante-Wevelgem - 1 etapa de la Vuelta a Burgos Féminas - 1 etapa de la Vuelta a Gran Bretaña - Dwars door het Hageland - Copenhagen Sprint - Campeonato de los Países Bajos en Ruta - 2 etapas del Giro de Italia Femenino, más clasificación por puntos - 2 etapas del Tour de Francia Femenino, más clasificación por puntos |